# Non Phixion

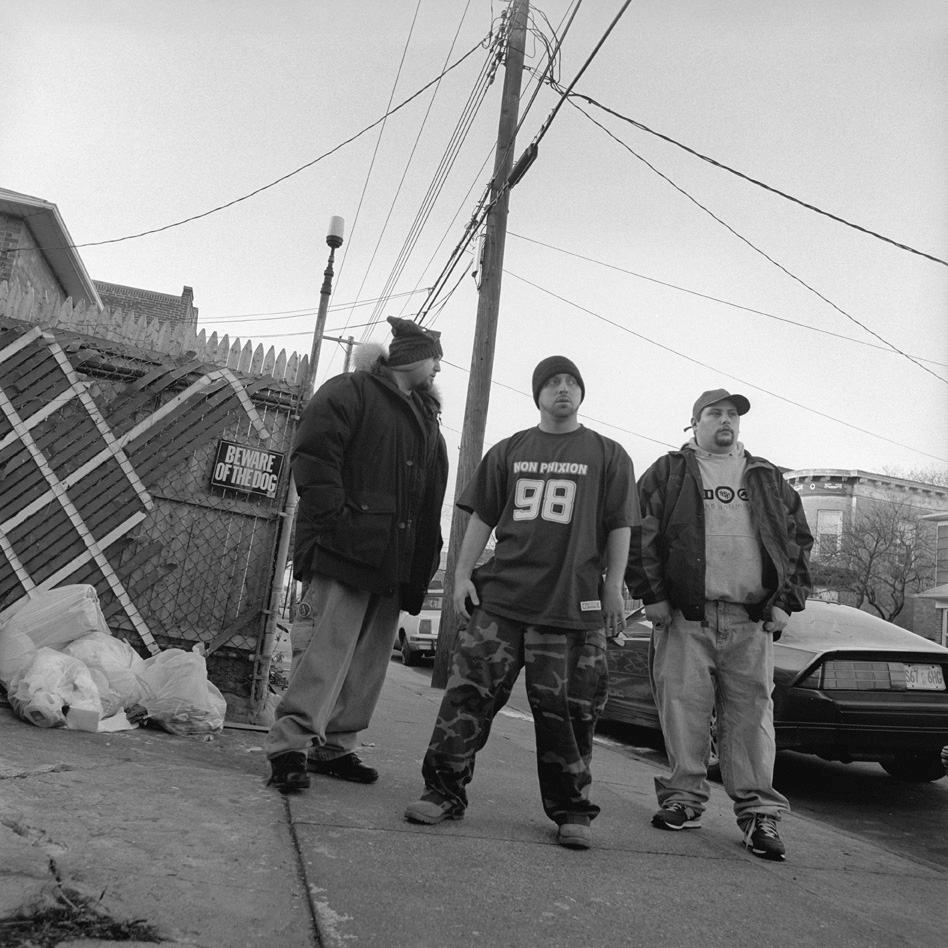
Non Phixion (1998)

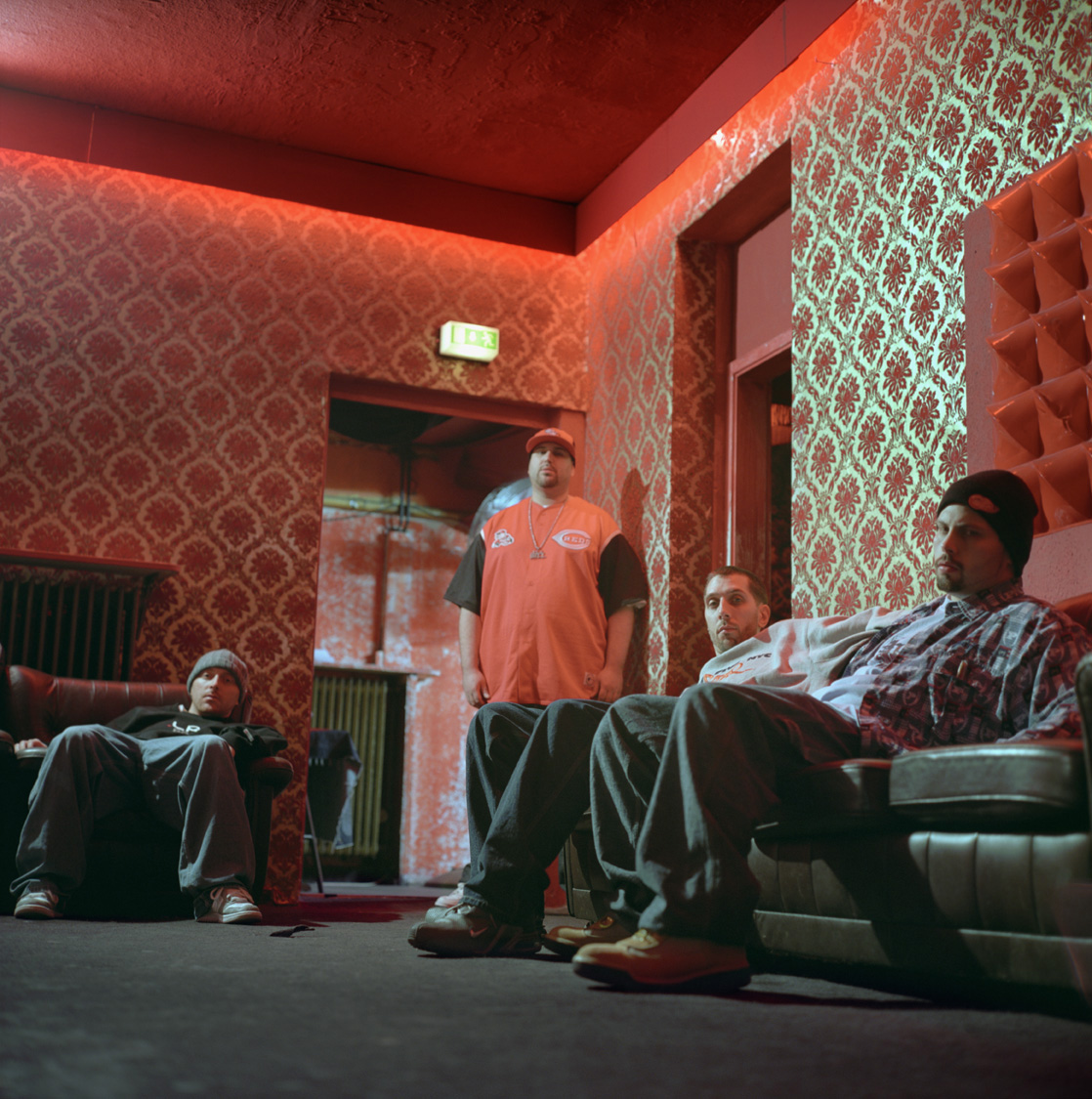
Non Phixion (2003)

Non Phixion ist eine von 1995 bis 2006 und wieder seit 2014 bestehende, in Brooklyn, New York, gegründete Hip-Hop-Formation. Sie besteht aus den Rappern Ill Bill (Gründer, Manager und Chef der Gruppe), Goretex (jetzt Gore Elohim bzw. Lord Goat), Sabac Red und DJ Eclipse.

## Geschichte
Non Phixion traten zunächst vor allem in New Yorker Clubs auf, ging dann jedoch im gesamten US-amerikanischen Raum sowie in Europa auf Tour und konnte u. a. in London, Zürich, Berlin, Los Angeles, Boston und San Francisco sowie auf dem Hip-Hop-Kemp-Festival in Hradec Králové/Tschechien live erlebt werden. Mit Künstlern wie GZA (Wu-Tang Clan), Gang Starr, Run DMC, Mos Def, Fat Joe, Greis und Necro gab es ebenso einige Auftritte.
Innerhalb von sechs Monaten nach der Gründung veröffentlichten sie ihre Debütsingle Legacy/No Tomorrow. Ihr Debütalbum (und bis heute einziges Studioalbum) The Future is now beinhaltete Produktionen von etablierten Producern wie Large Professor, Pete Rock, DJ Premier, JuJu von den Beatnuts sowie von Ill Bills jüngerem Bruder Necro, der bei sieben der 16 Tracks für den Beat verantwortlich zeichnete. Als DJs konnte neben DJ Premier und Pete Rock auch der frühere DMC World Champion A-Trak gewonnen werden. Obwohl das Album kein kommerzieller Erfolg war (in den USA erreichte es lediglich Platz 65 der Top R&B/Hip-Hop Albums-Charts), gilt es heute als Klassiker und wird zu Höchstpreisen gehandelt. Von den diversen Singleauskopplungen des Albums, die zum Teil schon vor der Veröffentlichung des Albums erschienen waren, landeten lediglich Black Helicopters, Rock Stars und Drug Music in den US-amerikanischen Charts.
Zwei Jahre nach dem Debütalbum wurde mit The Green CD/DVD ein Album mit vielen bisher unveröffentlichten Freestyles, Skits und neuen Tracks sowie einigem Bonusmaterial veröffentlicht, das jedoch aufgrund dieser Konzeption nicht als Studioalbum zählt. Ein weiteres Album mit dem Titel Nuclear Truth blieb unveröffentlicht.
Am 14. Juli 2006 gab Ill Bill bekannt, dass sich Non Phixion aufgelöst haben. Grund dafür waren einige Unstimmigkeiten mit dem Rapper und Crewmitglied Goretex. Des Weiteren wurde gesagt, dass Ill Bill, Sabac und DJ Eclipse weiterhin zusammenarbeiten werden. Auch kündigten alle Künstler der Crew an, ihre Soloprojekte fortzusetzen.
Auf einem Konzert in New York am 30. Oktober 2014, welches von Cypress Hill, La Coka Nostra, Immortal Technique und Vinnie Paz aufgeführt wurde, gaben die Mitglieder von Non Phixion ihre Wiedervereinigung bekannt. Im April und Mai 2015 traten Non Phixion erstmals nach neun Jahren in Kanada für die 20th Anniversary Reunion Tour auf. Nach einigen Auftritten in den USA im Sommer waren sie im Oktober und November 2015 zusammen mit der Gruppe Jedi Mind Tricks unter anderem auf Konzerten in Italien, den Niederlanden sowie in Schweden zu sehen.
Im Jahre 2020 waren die drei MCs der Band, Ill Bill, Sabac und Goretex (inzwischen unter dem Künstlernamen Lord Goat auftretend), gemeinsam auf dem Song Watch the City burn zu hören, der auf Ill Bills Soloalbum La Bella Medusa erschien.

## Stil
Non Phixion beschreiben ihren Musikstil selbst als “b-boy gangster meets futuristic world of apocalypse”, dies spiegeln auch die größtenteils sehr düster gehaltenen Songs wider. Auch finden sich in diesem Stil einige Metal- und Rockelemente wieder, besonders Ill Bill hatte in seiner Jugend viel Metal gehört und ließ deswegen einige Elemente in seine Tracks einfließen. Auch der Stil vom Wu-Tang Clan hat die Gruppe maßgeblich beeinflusst.

## Diskografie
Alben
- 2002: The Future Is Now (Landspeed)
- 2004: The Green CD/DVD (Uncle Howie Records)